# Olli Huttunen
Olavi "Olli" Huttunen (* 4. srpna 1960, Kajaani, Finsko) je bývalý finský fotbalový brankář a reprezentant a později fotbalový trenér. Celou svou hráčskou kariéru strávil ve finském klubu FC Haka.
V letech 1982 a 1984 získal ve Finsku ocenění Fotbalista roku.

## Klubová kariéra
- FC Haka 1978–1995

## Reprezentační kariéra
V A-mužstvu Finska debutoval 30. 11. 1980 v přátelském střetnutí v La Paz proti reprezentaci Bolívie (porážka 0:3). Celkem odchytal v letech 1980–1992 ve finském národním týmu 61 utkání.

## Trenérská kariéra
Jako hlavní trenér vedl finské kluby Vaasan Palloseura (VPS) a FC Haka, a také A-mužstvo Finska.